# 五家站
五家站是一个京哈铁路上的铁路车站，位于中华人民共和国黑龙江省哈尔滨市双城区五家街道，建于1904年，目前为四等站，目前客运：办理旅客乘降；行李、包裹托运；货运：办理整车货物发到；危险货物仅办理农药、化肥发到。